# Filip cel Bun
Filip cel Bun (franceză Philippe le Bon), de asemenea Filip al III-lea, Duce de Burgundia (31 iulie 1396 – 15 iunie 1467) a fost Duce de Burgundia din 1419 până la moartea sa. A fost membru al unei ramurii a Casei de Valois (atunci dinastia regală a Franței). În timpul domniei sale, Burgundia a atins apogeul prosperității sale și a prestigiului și a devenit un centru important al artelor. Filip este cunoscut în istorie pentru reformele sale administrative, patronajul artiștilor flamanzi, cum ar fi Jan van Eyck, și de capturarea Ioanei d'Arc. În timpul domniei sale a alternat între alianțele engleză și franceză, în încercarea de a-și îmbunătăți poziția dinastiei sale.

## Familie
Născut la Dijon, a fost fiul lui Ioan de Burgundia și a Margaretei de Bavaria. La 28 ianuarie 1405 a fost numit Conte de Charolais și probabil în aceeași zi, la vârsta de 8 ani, a fost logodit cu Michele de Valois (1395–1422), fiica regelui Carol al VI-lea al Franței și a reginei Isabeau de Bavaria. S-au căsătorit în iunie 1409. 
La doi ani după decesul soției sale, Filip s-a căsătorit la 30 noiembrie 1424 la Moulins-Engilbert cu Bonne de Artois (1393-1425), fiica lui Filip de Artois, conte de Eu și văduva unchiului său, Filip al II-lea, Conte de Nevers. Cea de-a doua soție este adesea confundată cu mătușa lui Filip, pe care o chema tot Bonne (sora lui Ioan Temerarul, a trăit între 1379-1399).
Cea de-a treia căsătorie a avut loc la Bruges la 7 ianuarie 1430 cu Isabela a Portugaliei (1397-1471), fiica regelui Ioan I al Portugaliei și a Filipei de Lancaster. Au avut trei fii:
- Antoine (30 septembrie 1430 – 5 februarie 1432), Conte de Charolais
- Joseph (24 aprilie 1432 – 6 mai 1432), Conte de Charolais
- Carol (1433–1477), Conte de Charolais și succesorul lui Filip ca Duce, numit "Carol Temerarul"

De asemenea, Filip a avut 18 copii nelegitimi, inclusiv pe Antoine, bastard de Burgundia, cu cele 24 de metrese. Alt copil nelegitim, Filip de Burgundia (1464–1524) episcop de Utrecht, a fost un artist amator fin și subiect al unei biografii în 1529.